# 亚历山大广场

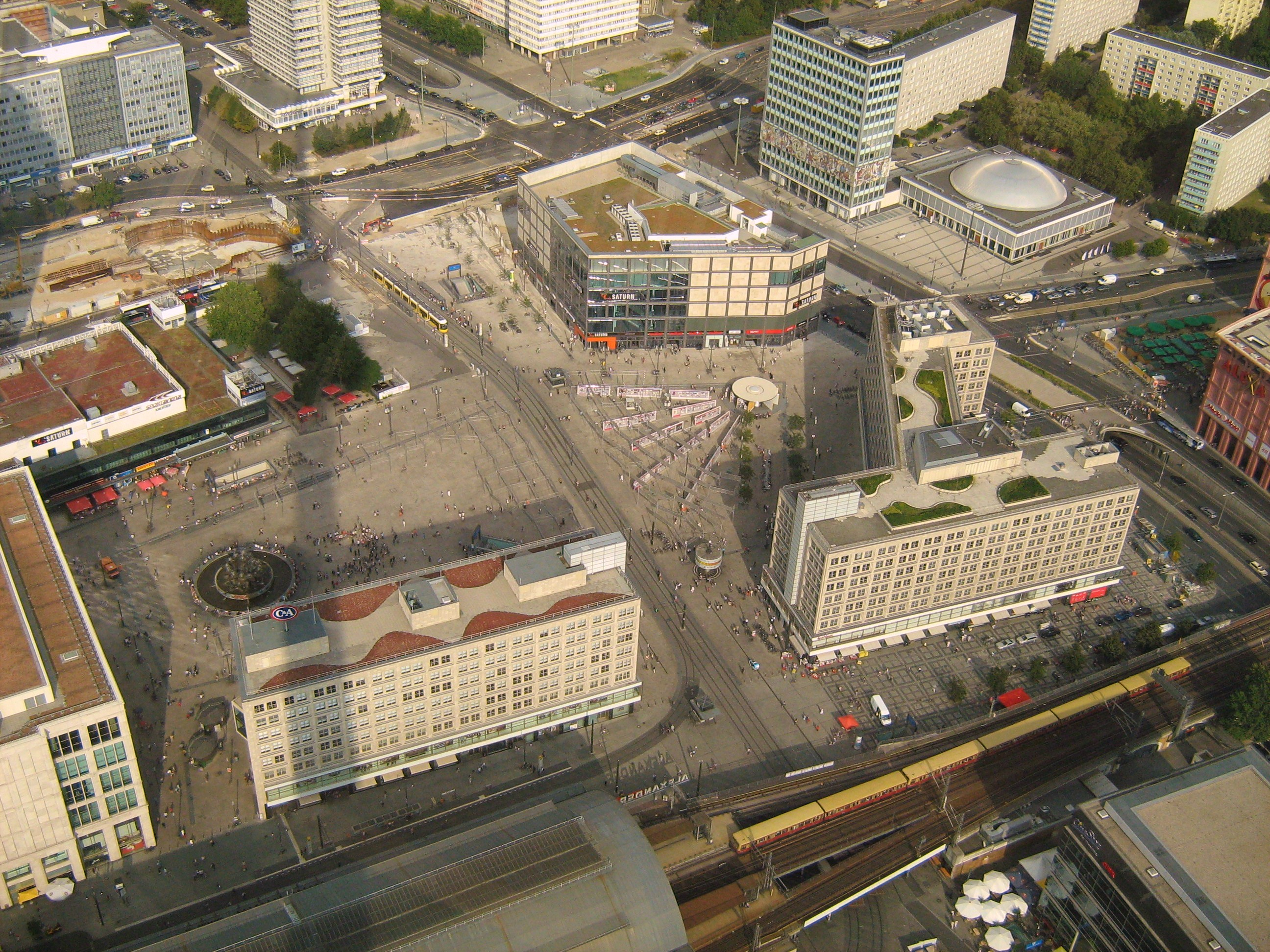
从电视塔看亚历山大广场，2009年

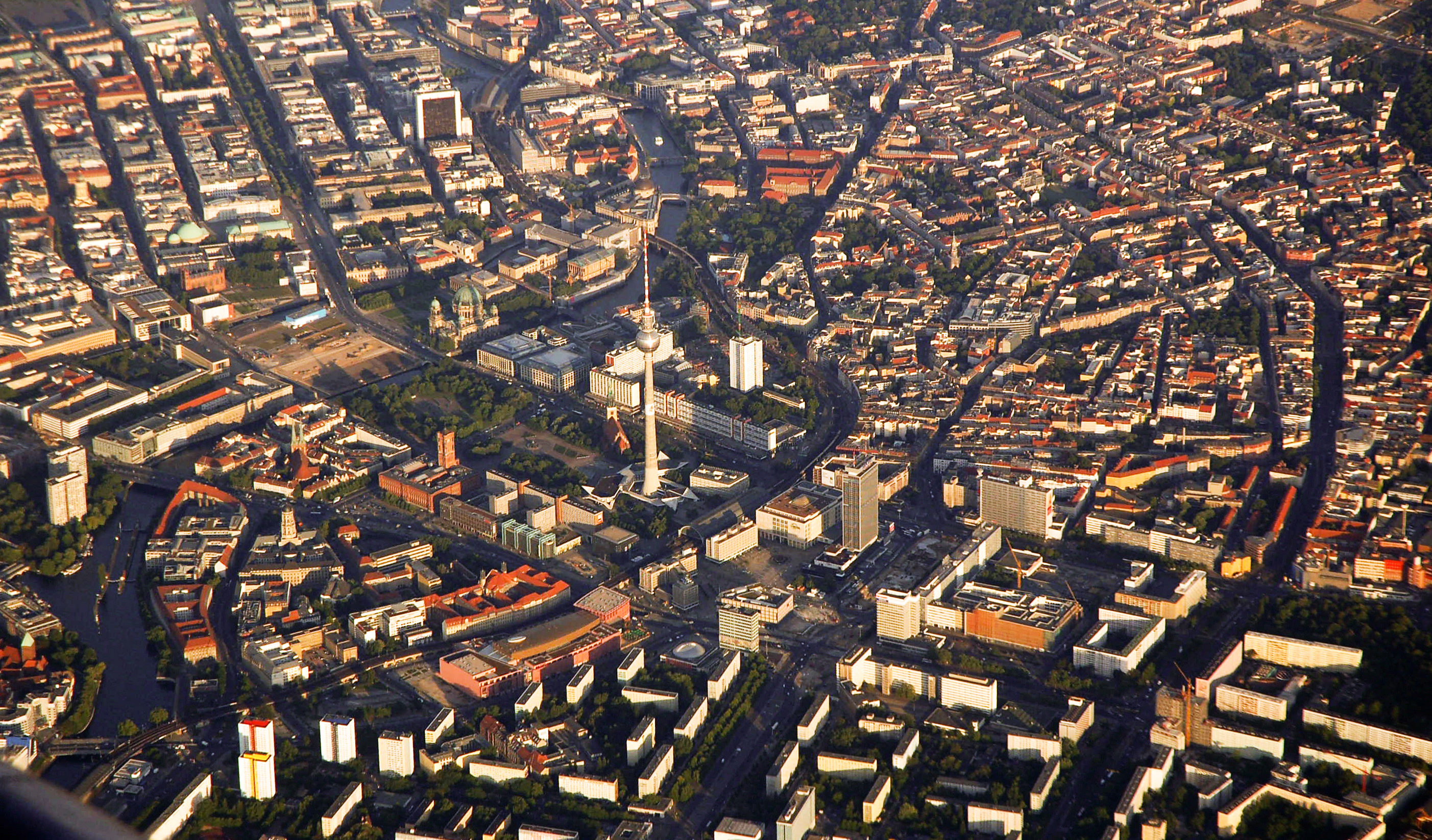
空中俯瞰亚历山大广场

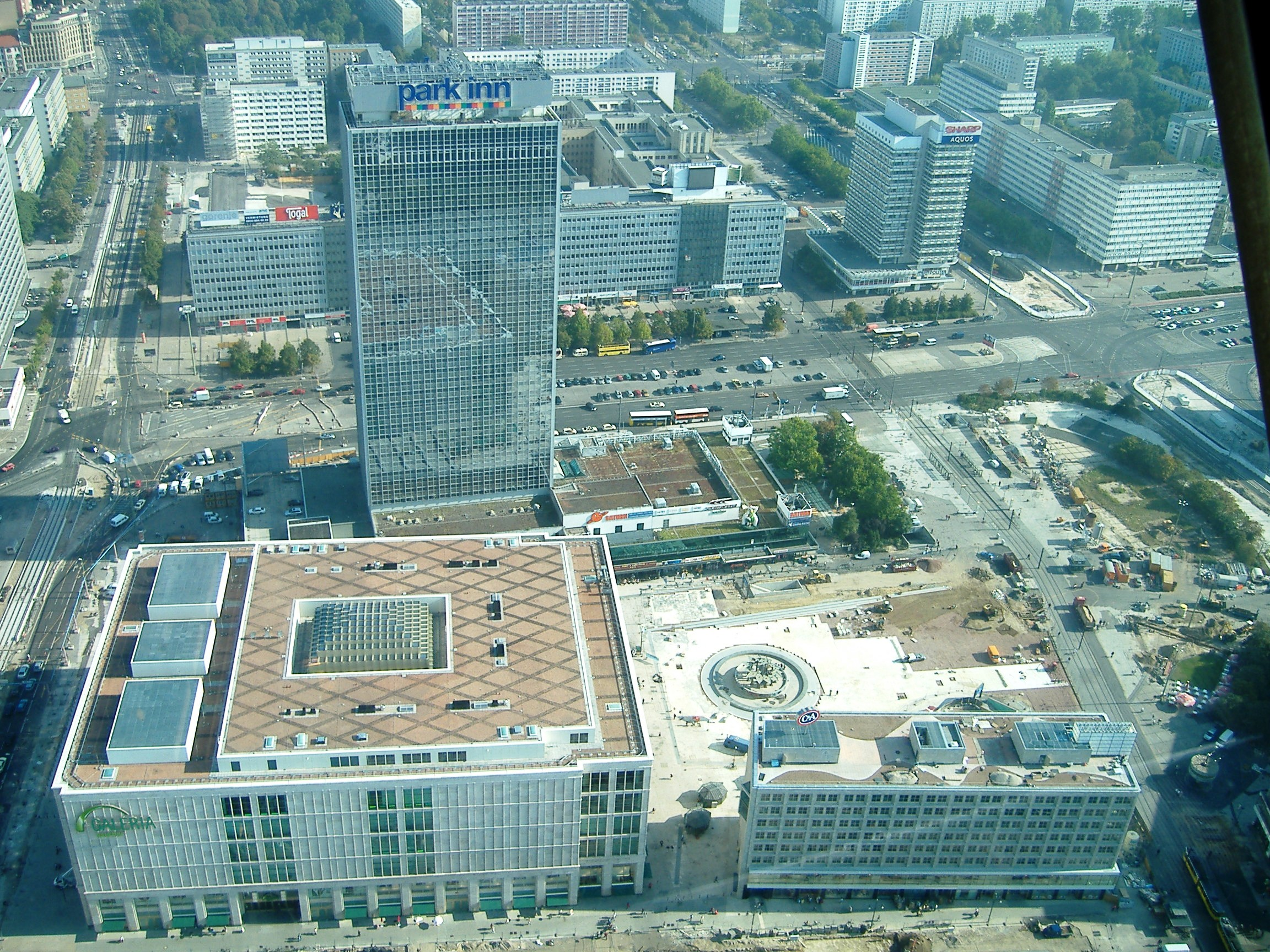
从电视塔看亚历山大广场，2006年

亚历山大广场（Alexanderplatz）是德国首都柏林市中心区的一个大型广场和交通枢纽，位于米特区，靠近施普雷河和柏林大教堂。柏林本地人通常将其简称为亚历克斯（Alex），指东北到 Mollstraße ，西南到 Spandauer Straße 和市政厅的一片街区。这座广场得名于俄国沙皇亚历山大一世。

## 位置
下列街道起始于亚历山大广场：
- 亚历山大大街（Alexanderstraße）/Brückenstraße/海因里希·海涅大街（Heinrich-Heine-Straße）
- Dircksenstraße
- Grunerstraße/Mühlendamm
- 市政厅大街（Rathausstraße）/维尔德什市场（Werderscher Markt）/法兰西大街（Französische Straße）
- 卡尔·李卜克内西大街（Karl-Liebknecht-Straße）/菩提树下大街（Unter den Linden）
- Memhard-/Münz-/Weinmeisterstraße/Rosenthaler Straße/Brunnenstraße
- 罗莎·卢森堡大街（Rosa-Luxemburg-Straße）/Schönhauser Allee
- 卡尔·李卜克内西大街/普伦茨劳大道（Prenzlauer Allee）
- 奥托·布劳恩大街（Otto-Braun-Straße）/格赖夫斯瓦尔德大街（Greifswalder Straße）
- 卡尔·马克思大道（Karl-Marx-Allee）/法兰克福大道（Frankfurter Allee）

## 历史
原本是一个牛市，为纪念1805年10月25日俄国沙皇亚历山大一世对柏林的访问而命名为亚历山大广场。在19世纪后期，由于修建同名火车站和附近的公共市场，开始脱颖而出，成为主要的商业中心。它的全盛期是在1920年代，与波茨坦广场一道构成柏林夜生活的心脏，激发了1929年的小说《柏林亚历山大广场》的灵感（见 柏林1920年代），以及两部据此改编的电影，Phil Jutzi的1931年电影和Rainer Werner Fassbinder的14集電視劇，1980年上映。
在历史上，亚历山大广场曾经重建过数次，其中最近一次是在1960年代，德意志民主共和国重建市中心时扩建了这个广场，周围是几座醒目的建筑物，包括高度居欧洲第二位的建筑物，柏林电视塔。由于其高大的外型，许多初到柏林者误将绰号“亚历克斯”用于柏林电视塔。“亚历克斯”还被用来指柏林公园酒店、世界时钟、1932年 Alexanderhaus 和 Berolinahaus by Peter Behrens，和Hermann Henselmann的 Haus des Lehrers。   
两德统一后，亚历山大广场经历了一个渐进的变化过程，周边许多建筑得到修复，但是保留了社会主义时期的电车线路，和备受涂鸦的“国际友谊喷泉”（Brunnen der Völkerfreundschaft）。1993年的重建规划计划修建几座摩天大楼，但是由于需求不足，未必能够完成。不过，考夫霍夫百货公司于2004年开始重建，柏林最大的地铁车站，一些建筑物将被重新设计，在广场东南侧新建一些建筑。2007年，Alexa购物中心，以及大约180个商店陆续在亚历山大广场开设，大型的土星电器商店正在亚历山大广场兴建，计划于2008年开业。
许多历史悠久的建筑物都位于亚历山大广场周围地区。市政府的传统所在地红色市政厅就位于附近，过去的东德国会大厦——共和国宫，于2006年2月开始拆除，并在2008年完成。 
以亚历山大广场命名的还有轻轨和地铁车站。该车站是电影Flightplan的外景地。

## 图片

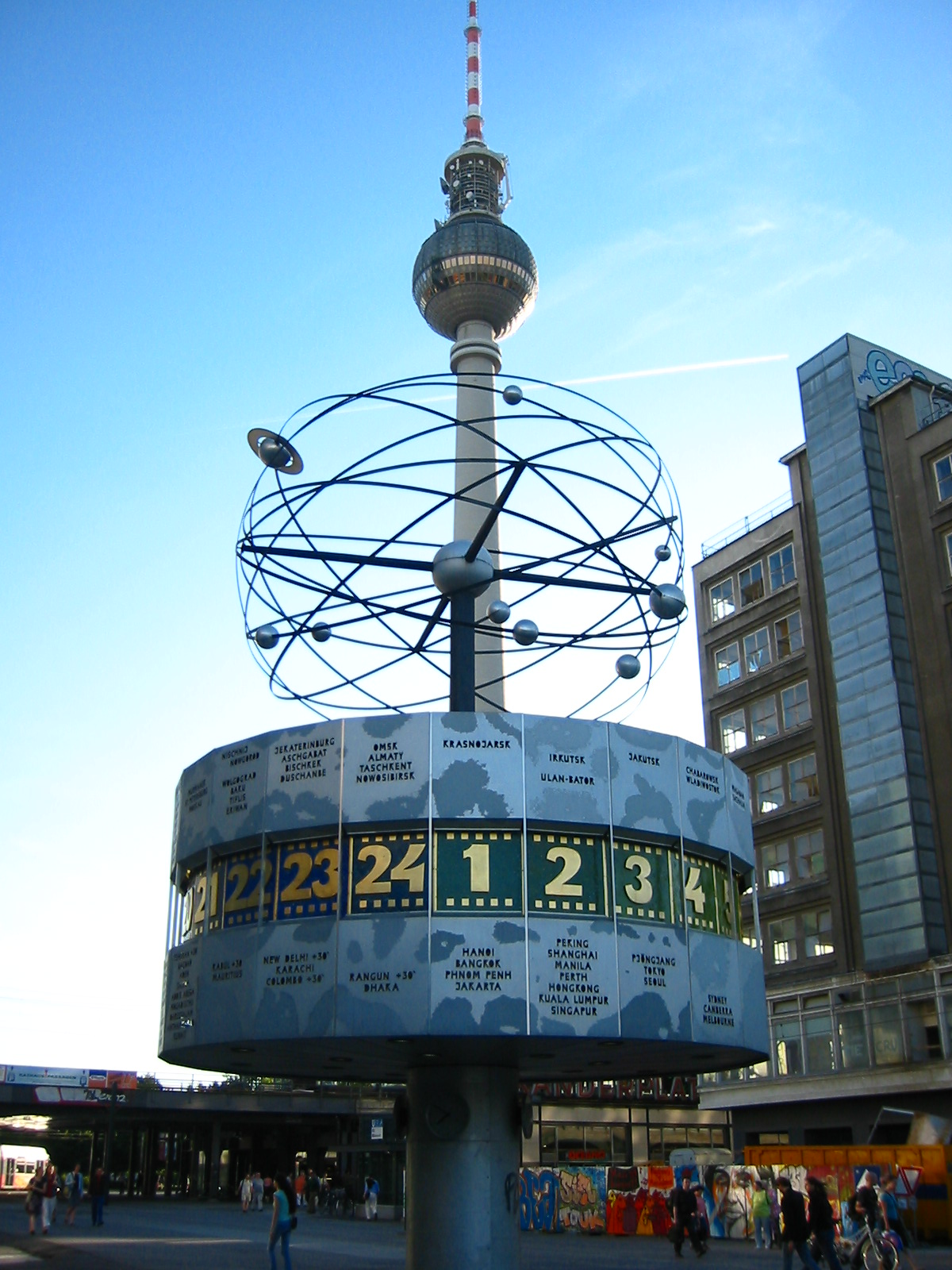
乌拉尼娅世界时钟，背景是柏林电视塔
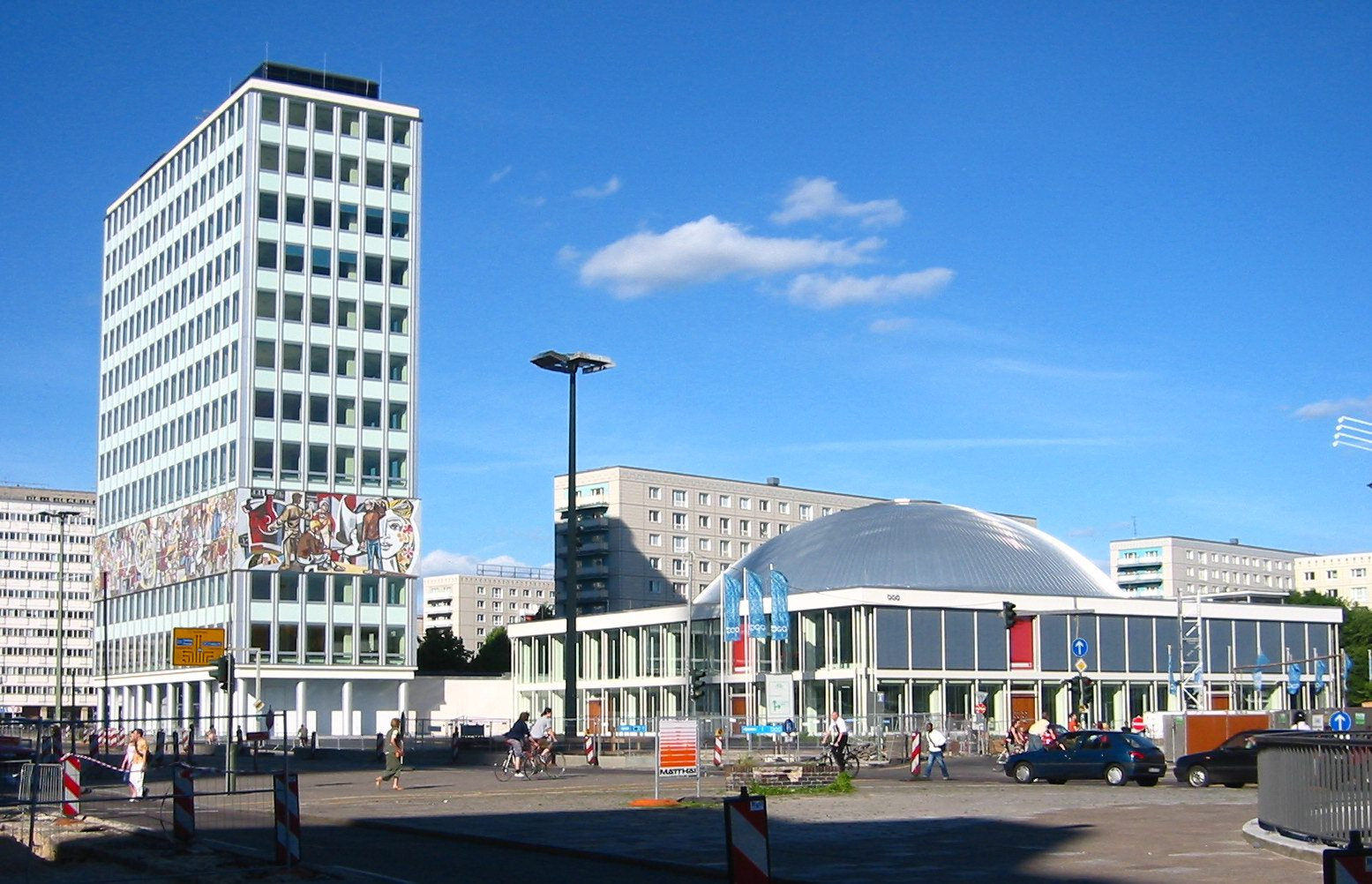
教师之家
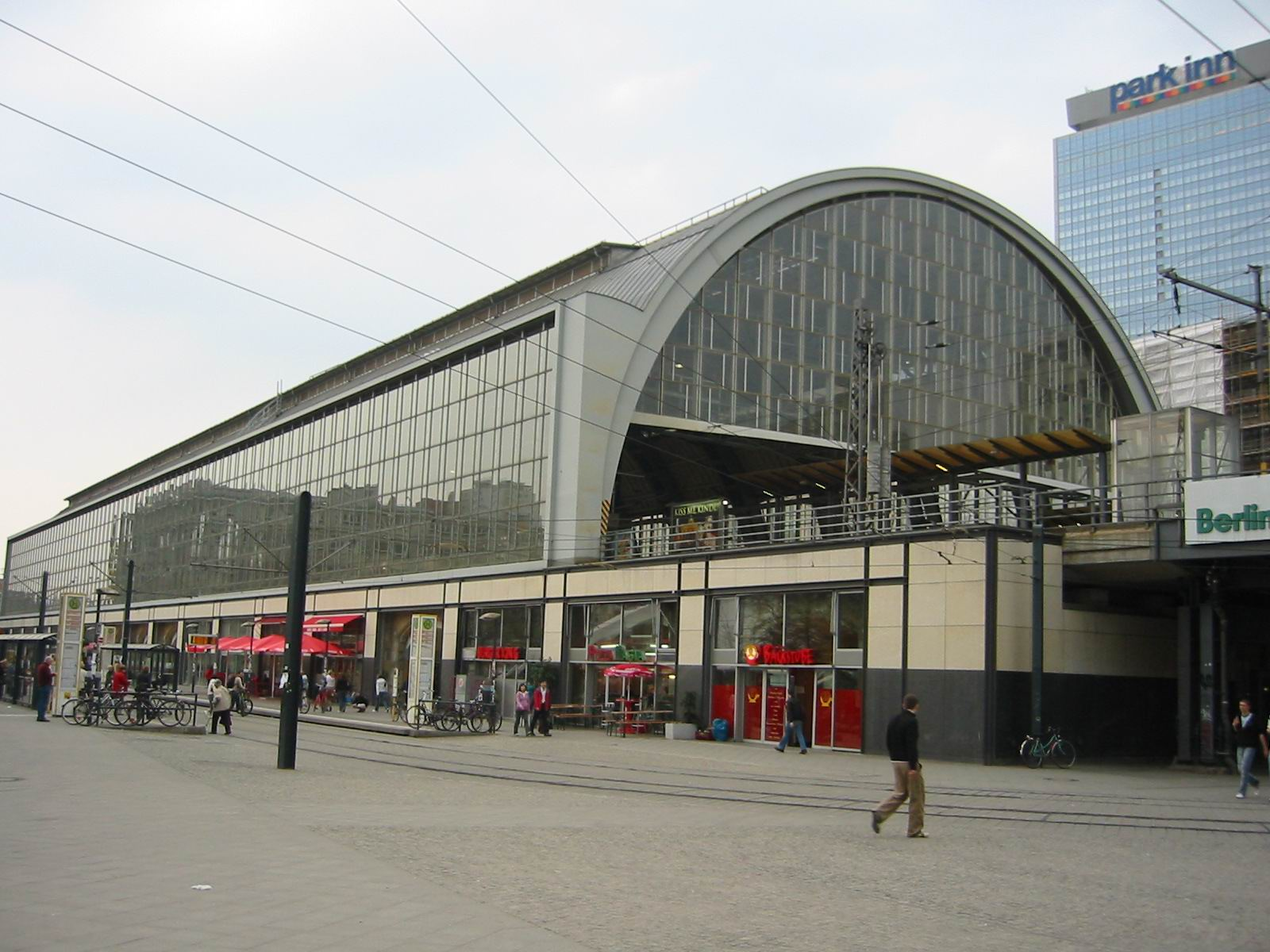
亚历山大广场火车站
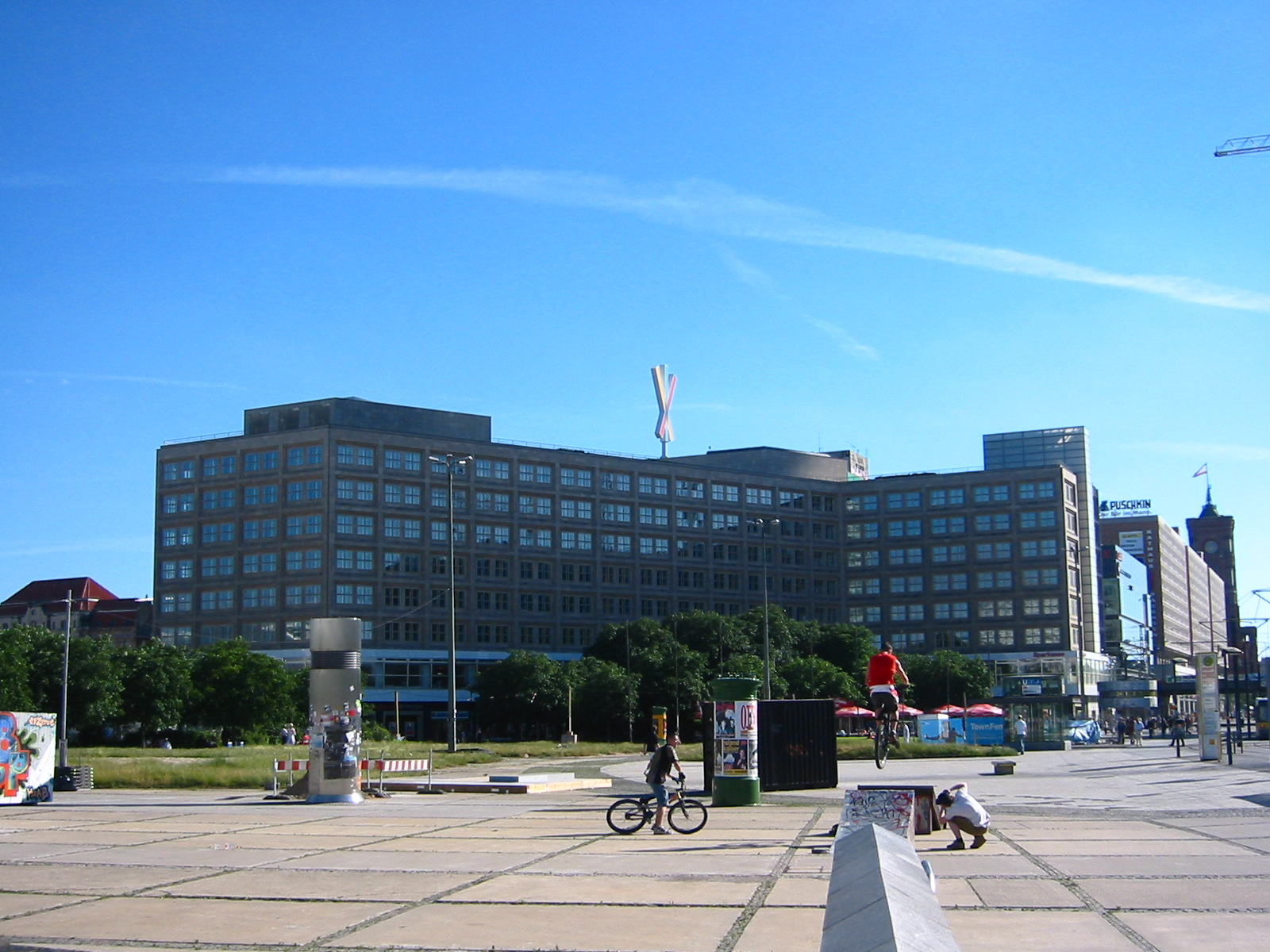
Alexanderhaus
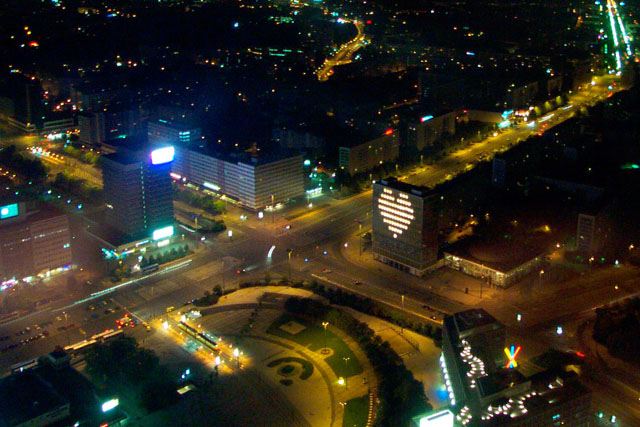
Project Blinkenlights